# Marie-Josée Ta Lou
Marie-Josée Ta Lou (18 de novembre de 1988) és una atleta de la Costa d'Ivori especialista en proves de velocitat. Ha participat en 3 Olimpíades i ha guanyat 3 medalles en els Campionats del Món. A més, ha guanyat 11 medalles (3 d'or) en els Campionats d'Àfrica.
Actualment ostenta el rècord africà dels 100m llisos, amb una marca de 10,72" aconseguida el 10 d'agost de 2022 a Mònaco. També té el rècord nacional de Costa d'Ivori dels 200m llisos, aconseguit l'11 d'agost de 2017 a Londres amb un temps de 22,08". A més, el 25 d'agost de 2023, va aconseguir el rècord d'Àfrica dels 4x100m en el Campionat del Món de Budapest.

## Marques personals
| Disciplina     | Marca    | Seu      | Data               |
| -------------- | -------- | -------- | ------------------ |
| 100m llisos    | 10.72 AR | Mònaco   | 10 d'agost de 2022 |
| 200m llisos    | 22.08 NR | Londres  | 11 d'agost de 2017 |
| 4x100m relleus | 41.90 AR | Budapest | 25 d'agost de 2023 |

## Trajectòria professional
| Jocs Olímpics      | Jocs Olímpics  | Jocs Olímpics | Jocs Olímpics  |
| Any                | Seu            | Posició       | Prova          |
| ------------------ | -------------- | ------------- | -------------- |
| 2016               | Rio de Janeiro | 4a posició    | 100m           |
| 2016               | Rio de Janeiro | 4a posició    | 200m           |
| 2020               | Tòquio         | 4a posició    | 100m           |
| 2020               | Tòquio         | 4a posició    | 200m           |
| 2024               | París          | 8a posició    | 100m           |
| 2024               | París          | DNS           | 200m           |
| 2024               | París          | DQ            | 4x100m relleus |
| Campionat del Món  |                |               |                |
| 2015               | Pequín         | 10a posició   | 100m           |
| 2015               | Pequín         | 9a posició    | 200m           |
| 2017               | Londres        | 2             | 100m           |
| 2017               | Londres        | 2             | 200m           |
| 2019               | Doha           | 3             | 100m           |
| 2022               | Oregon         | 7a posició    | 100m           |
| 2023               | Budapest       | 4a posició    | 100m           |
| 2023               | Budapest       | 8a posició    | 200m           |
| 2023               | Budapest       | DNF           | 4x100m relleus |
| Campionat d'Àfrica |                |               |                |
| 2010               | Nairobi        | 13a posició   | 100m           |
| 2010               | Nairobi        | 20a posició   | 200m           |
| 2012               | Porto Novo     | 4a posició    | 100m           |
| 2012               | Porto Novo     | 3             | 200m           |
| 2012               | Porto Novo     | 3             | 4x100m relleus |
| 2014               | Marràqueix     | 3             | 100m           |
| 2014               | Marràqueix     | 2             | 200m           |
| 2014               | Marràqueix     | 2             | 4x100m relleus |
| 2016               | Durban         | 3             | 100m           |
| 2016               | Durban         | 1             | 200m           |
| 2016               | Durban         | 3             | 4x100m relleus |
| 2018               | Asaba          | 1             | 100m           |
| 2018               | Asaba          | 1             | 200m           |
| 2018               | Asaba          | 2             | 4x100m relleus |
| 2024               | Douala         | DNS           | 100m           |